# Fatah Gharbi
Fatah Gharbi (Sfax, 12 marzo 1983) è un ex calciatore tunisino, di ruolo difensore.

## Palmarès

### Club

#### Competizioni nazionali
- Campionato tunisino: 3

Sfaxien: 2005, 2013
Club Africain: 2015
- Coppa di Tunisia: 2

Sfaxien: 2004, 2009

#### Competizioni internazionali
- Coppa della Confederazione CAF: 3

Sfaxien: 2007, 2008, 2013